# Leopold von Ranke
Leopold von Ranke (tyska: [fɔn ˈʁaŋkə]) född 21 december 1795 i Wiehe i Thüringen (då en del av kurfurstendömet Sachsen), död 23 maj 1886 i Berlin, var en tysk historiker, professor i historia i Berlin från 1825 till 1871. Han var farbror till Johannes Ranke.
Leopold von Ranke bidrog till att professionalisera historiedisciplinen och utveckla en systematisk forskarutbildning. Den historiesyn som von Ranke företrädde, historismen, var i motsats till Hegels historiesyn icke-spekulativ. Den lade vikten vid filologisk källkritik och betonade epokernas och händelsernas individualitet (das Einmalige). Det förflutna skulle förstås på dess egna premisser. Den historiska rekonstruktionen av det förflutna var historievetenskapens främsta uppgift. Enligt von Ranke skall historieforskningen inte döma, inte heller försöka leda mänskligheten mot framtiden, utan uteslutande inrikta sig på att fastställa wie es eigentlich gewesen – vad som verkligen hänt.

## Tidig karriär
Ranke studerade 1814–18 vid universitetet i Leipzig teologi och filologi, varunder han 1817 promoverades till filosofie doktor, samt var 1818–25 överlärare vid gymnasiet i Frankfurt an der Oder. Hans undervisningsämnen var de klassiska språken och historia. För att kunna lämna sina elever en självständig framställning av den gamla litteraturens historia grep han sig an med att genomläsa de grekiska och romerska historieskrivarna och utsträckte efter hand sitt studium till folkvandringstidens och medeltidens källskriftförfattare.
Hos Francesco Guicciardini och Giovio - de förnämsta skildrarna av den nyare tidens begynnelse - stötte han på sådana oförenliga motsägelser, att han underkastade dem och de med dem samtida författarna en grundlig kritik. Som resultat av denna undersökning framgick hans första historiska arbete, Geschichte der romanischen und germanischen Völker (1824), en skildring av sydvästra Europas kring Italien sig samlande historia under tiden 1494–1514, vartill slöt sig Zur Kritik neuerer Geschichtschreiber. Redan i företalet till detta arbete framställde Ranke historieskrivarens uppgift som han sedermera under hela sin författarverksamhet fullföljde den: att visa vad som varit, inte att sitta till doms över det förflutna eller göra anspråk på att undervisa samtiden till eftervärldens nytta.

## Professor vid Berlins universitet
Arbetet förskaffade Ranke 1825 den extraordinarie professuren i historia vid Berlins universitet. Berlinbibliotekets samling av italienska diplomaters skrivelser huvudsakligen från 1500- och 1600-talen ingav honom föresatsen att överge planen till en fortsättning av ovannämnda verk och i stället utge en skildring av södra Europas furstar och folk, varmed början gjordes 1827 i verket Die Osmanen und die spanische Monarchie im 16. und 17. Jahrhundert. Åren 1827–28 studerade Ranke de i Wien befintliga venetianska aktstyckena och hade därutöver tid övrig att efter den ryktbare serben Karadžićs papper och muntliga meddelanden, som Kopitar tolkade för Ranke, författa Die serbische Revolution (1829; fortsatt i Rankes Sämmtliche Werke), som väckte stort uppseende.
Under två och ett halvt års vistelse i Italien (hösten 1828–våren 1831) forskade han med en underbar samlarflit i Venedigs, Florens och Roms arkiv. Den förnämsta frukten av dessa forskningar blev – oavsedd monografin Die Verschwörung gegen Venedig im Jahre 1618 (1831) m.fl. - Die römischen Päpste, ihre Kirche und ihr Staat im 16. und 17. Jahrhundert (tre delar, 1834–36; fullföljt till våra dagar i Rankes "Sämmtliche Werke"), Rankes yppersta verk, som skaffade honom världsrykte, ett arbete, där i rikaste mått framträda de utmärkande dragen av hans historiska konst: stora vyer parade med en mångfaldig och präktig utveckling av enskildheterna samt en beundransvärd oväld.
Opartiskheten drev Ranke i detta arbete så långt, vad påvestolen beträffar, att den känslan smög sig över honom, att han icke låtit det protestantiska elementet komma rätt till heders. Detta jämte ett patriotiskt begär att också skildra Tysklands öden - vilket han dittills försummat - samt det rika material de tyska riksdagsakterna erbjöd drev honom till att skriva Deutsche Geschichte im Zeitalter der Reformation (fem band, 1839–43; sedermera ett tilläggsband urkunder), ett arbete, som väl kan ställas vid sidan av hans påvehistoria.
Emellertid blev Ranke 1833 ordinarie professor och fortsatte med sina föreläsningar ända till sommaren 1871. Tyngdpunkten av hans lärarverksamhet låg dock i de "historiska övningar", som han anordnade och vid vilka han utbildade en rad duktiga historiker, som var i sin stad i Tyskland utbrett "den rankeska skolans" metod: kritik av källorna, noggrannhet och penetration.
År 1841 utnämndes Ranke till preussisk rikshistoriograf och 1854 till medlem av statsrådet. På hösten samma år var han bayerske kungen Maximilian II:s gäst på Berchtesgaden och höll därvid för kungen en serie enskilda föredrag i allmän historia. Redan då avhandlades dem emellan frågan om det historiska samfund, som hösten 1858 började sin verksamhet i München under namnet "Historische Kommission bei der Akademie der Wissenschaften", vilket utgett bland annat de tyska riksdagsakterna, Jahrbücher der deutschen Geschichte och Allgemeine Deutsche Biographie. Ranke, som 1865 adlades, erhöll 1882 som verkligt geheimeråd titeln excellens och kallades 1885 av staden Berlin till hedersmedborgare i sammanhang med sin 91:a födelsedag, då han fick mottaga en storartad hyllning inte blott av sina landsmän, utan snart sagt från alla länder i Europa.

## Senare karriär
De femton sista åren av sitt liv led Ranke av försvagad synförmåga till den grad, att han nästan alldeles måste avstå från att läsa och skriva. Men han upphörde dock icke med sin litterära verksamhet. Dagligen hade han för sina forskningar biträde av två vetenskapligt bildade män, och för dem dikterade han en rad omfattande historiska skrifter. Bland alstren av Rankes kolossala historiska skriftställen kan, förutom de ovan anförda, nämnas Neun Bücher preussischer Geschichte (tre band, 1847–48; i ny upplaga omarbetat till Zwölf Bücher preussischer Geschichte), behandlande särskilt Fredrik Vilhelm I, vars historiska betydelse Ranke först uppmärksammat, och början av Fredrik II:s historia, Französische Geschichte (fem band, 1852–61), Englische Geschichte (sju band, 1859–68), Zur Reichsgeschiche (omfattar tiden 1575–1619), Geschichte Wallensteins (1869; "Wallenstein", 1870), Der Ursprung des sieben-Jährigen Krieges (1871), Die deutschen Mächte und der Furstenbund, deutsche Geschichte von 1780 bis 1790 (två band, 1872), Genesis des preussischen Staats (1873), Ursprung der Revolutionskriege 1791 und 1792 (1875), Zur Geschichte Österreichs und Preussens zwischen den Friedensschlüssen zu Aachen und Hubertusburg (samma år), Weltgeschichte (nio band, 1880- 88), ett arbete, varmed han grep sig an på sommaren 1879 vid 84 års ålder och av vilket han själv hann utarbeta sju band (till slutet av 1000-talet).
Åren 1832–36 utgav Ranke en i förbindelse med utrikesministeriet stående "Historisch-politische Zeitschrift", av vars två band han författade två tredjedelar (omkring 1 000 sidor), 1873 Aus dem Briefwechsel Friedrich Wilhelms IV. mit Bunsen och 1877 Denkwürdigkeiten des Staatskanzlers Fürsten von Hardenberg (fem band). Av Rankes Sämmtliche Werke utarbetades 48 band (1867–81) av honom själv (fortsättningen, band 49–52, 1887–88, publicerades av Alfred Dove).

## Eftermäle och betydelse
Ranke räknas ofta till den tyska historieskrivningens yppersta namn. Han är framför allt universalhistorikern, i det att han, även när han skildrar en särskild nations historia, betraktar dess öden som moment i ett universellt sammanhang. Härmed sammanhänger utan tvivel den stora vikt, som han ständigt ägnade den yttre politiken, vars överordnade betydelse för de enskilda staternas historia han städse, om också indirekt, betonade (det så kallade "Primat der Außenpolitik"). De diplomatiska underhandlingarna och synpunkterna fick därför helt naturligt ett brett rum i hans skildring, och man har stundom med visst klander talat om Rankes "diplomatiserande" historieskrivning. Rankes omdömen är utmärkta för en sällsynt objektivitet, en egenskap, som främst beror på hans upphöjda, från tendens och passioner fria åskådning och hans utomordentliga förmåga att se varje historisk företeelse i dess rätta historiska sammanhang. Stundom verkar denna opartiska skildring kylig och opersonlig.
Rankes statsåskådning var alltigenom konservativ, och i hävdandet av det historiska givna samhället och dess organiska utveckling efter de allmänna tidsidéernas krav såg han en av statskonstens främsta uppgifter. De stora målsmännen för en dylik konserverande och dock kraftigt reformerande statskonst ägde hans sympatier, medan han däremot stod mera oförstående inför revolutionära och demokratiska frihetsrörelser och hjältar. Rankes historiska uppfattning är för övrigt buren dels av hans utpräglat evangeliska, från ett ivrigt studium av Martin Luther framgångna religionsåskådning och av en allmän idealistisk världsåsikt, påverkad främst av Johann Gottlieb Fichte.
Ranke reflekterade ofta över de historiska företeelserna och ville i dem spåra de allmänna idéer, som behärskar utvecklingen. Dessa idéer är helt enkelt ändamålen med varje historisk utvecklingsprocess, tänkta som ideellt närvarande i denna process som dess inre grund och lag. I de stora historiska personligheterna är dessa av den föregående utvecklingen betingade idéer eller - om man så vill - uppgifter och program för den kommande utvecklingen levande, och genom dem som organ förverkligas de under strid med motsatta strävanden och viljor. Inte utan en viss dragning åt mystik uppfattar Ranke på samma gång de historiska idéerna som tankar hos den gudomliga intelligens eller utflöden av den gudomliga kraft, som behärskar världsalltet, och kallar dem andliga realiteter eller moraliska energier, som liksom objektivt ingå i och behärska den mänskliga historien.
Ranke älskade att i inledningar inte endast till sina arbeten i deras helhet, utan till varje större avdelning eller till och med kapitel framhålla den ideella innebörden av tidens arbeten och strider, dess historiska uppgift och de motsatta krafter, ur vilkas kamp det historiska resultatet framgår. I förmåga att uppspåra företeelsernas sammanhang, att framhålla det väsentliga i vad som sker och betona dess historiska betydelse och universella sammanhang är Ranke den oupphunne mästaren. Mindre lyckades han i sin karakteristik av nationella egendomligheter och av enskilda personligheter, varvid ofta de individuella dragen försvinner för de allmänna synpunkterna.
Rankes historieskrivning och historiska uppfattning har verkat oerhört lyftande och fördjupande på den historiska vetenskapen i dess helhet, men den har, särskilt hos hans efterföljare, lett till en senare konstruktion. I flera hänseenden har också den senare historieskrivningen reagerat mot Rankes historiska åskådning och metod, på samma gång den erkänner betydelsen för vetenskapen både av hans banbrytande kritiska forskningsprinciper och hans universella, idéfyllda författarskap - ett av de mest glänsande och följdrika, som historieskrivningens historia vet att omtala.
Rankes stil utmärks av klarhet och behag och präglas av en verkligt klassisk förnämhet, om också stundom av en viss spekulativ tyngd. Rankes betydelse och arten av hans historiska författarskap har varit föremål för mycken diskussion från olika synpunkter under den omfattande skriftväxling rörande den historiska vetenskapens allmänna uppgifter och metod, som uppstod på 1890-talet, särskilt med anledning av Karl Lamprechts arbete Deutsche Geschichte och hans broschyr Alte und neue Richtungen in der Geschichtswissenschaft (1896).